# Ривас Меркадо, Антониета

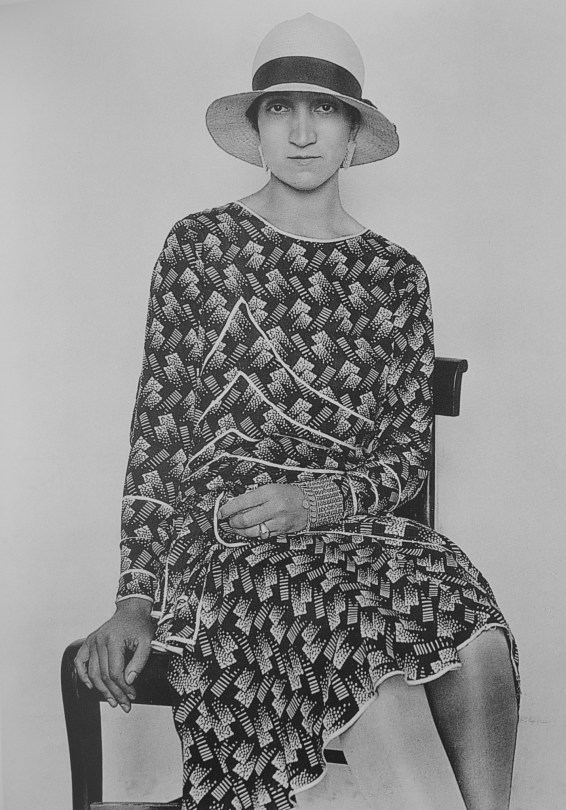
Антониета на фотографии, сделанной Тиной Модотти.в 1929 году

Мария Антониета Валерия Ривас Меркадо Кастельянос (исп. María Antonieta Valeria Rivas Mercado Castellanos; 28 апреля 1900, Мехико — 11 февраля 1931, Париж) — богатая мексиканка, танцовщица
, писательница, муза, переводчица, журналистка, хозяйка театра, меценатка, одна из главных деятелей культуры Мексики 1920-х годов.

## Биография
Дочь известного архитектора Антонио Риваса Меркадо, принадлежала расе метисов, была вторым ребёнком из четырёх, крещена в католичестве, но по-настоящему никогда не веровала. В детстве родители дали ей блестящее образование, с самых малых лет занималась танцами и изучала языки. В восемь лет с отцом отправилась во Францию и имела возможность профессионально заняться балетом в Парижской опере, но отец отказался, так как не хотел оставлять дочь одну в Париже. Помимо родного испанского, Антуанетта умела говорить на английском, французском, немецком, итальянском и греческом языках. Лицо Ангела независимости было скульптурным портретом Антониеты до землетрясения 1957 года, после чего сходство было утрачено.
В 1910 году родители разошлись, мать сбежала с любовником в Париж, девочка осталась с отцом. В то же время начинается кровопролитная Мексиканская революция. Все эти события принесли Антониете много душевных страданий.
Её семейная жизнь с английским инженером Албертом Эдвардом Блэром (они поженились 27 июля 1918 года) сложилась несчастливо: муж не одобрял её «левых» увлечений, в частности — дружбы с Диего Риверой, пытался упрятать в глуши (семья жила на ранчо в штате Дуранго). В конечном итоге она в 1921 году сбежала с сыном, родившимся 9 сентября 1919 года, от мужа обратно в Мехико в отцовский дом. В 1923—1926 годах жила с сыном в Париже, после чего вернулась в Мехико, и долго пыталась добиться развода и права оставить ребёнка у себя, что сильно изматывало её.
В 1926—1929 годах была хозяйкой Театр Улисса. Он просуществовал всего три года, в зале было не более 50 мест, но будучи экспериментальной площадкой, он оказал большое влияние на развитие мексиканского авангардного театра.
В 1927 году умирает отец, оставив ей двух сирот — брата и сестру, которых пришлось взять под опеку, и большое наследство, которым она распорядилась в пользу искусств. Помимо содержания собственного театра, помогала Мексиканскому симфоническому оркестру Карлоса Чавеса, писателям и художникам, входившим в группу Современники.
С 1928 года Антониета была подругой и помощницей Хосе Васконселоса, в своих книгах он называл спутницу одним из её имен — Валерия; вслед за скандалом, инициированным перед выборами 1929 политическими противниками Васконселоса, Антониета последовала за ним в эмиграцию — в Лос-Анджелес, Нью-Йорк (где познакомилась с Ф. Гарсиа Лоркой и начала переводить его драмы на английский), а затем в Париж. Переводила Андре Жида, занималась журналистикой. Отвергнутая возлюбленным, ушла из жизни: воспользовавшись пистолетом, который Васконселос всегда носил при себе, застрелилась в соборе Нотр-Дам.

## Произведения
- 87 cartas de amor y otros papeles. Xalapa: Editorial UV, 1980 (переизд. 1981, 1984)
- Obras completas. México: Editorial Oasis; SEP, 1987
- Correspondencia. Xalapa: Universidad Veracruzana, 2005

## Образ в истории и в искусстве
Фотопортрет Антониеты (1929) принадлежит Тине Модотти.
Имя Антониеты носит зал в Музее современного искусства в Мехико.
Её жизнь стала основой биографического романа мексиканского писателя Андреса Энестросы, который в 1920-х годах дружил с Антониетой и пользовался её поддержкой. В 1982 Карлос Саура снял по роману (автор сценария — известный сценарист Жан-Клод Каррьер, работавший с Бунюэлем) фильм «Антониета». Заглавную роль исполнила Изабель Аджани, в другой главной роли снялась Ханна Шигулла, роль Васконселоса сыграл мексиканский актёр и «левый» политик Карлос Брачо.
«Антониета, призрак Нотр-Дама — моноспектакль драматурга Гильермо Шмидхубера, премьера которого состоялась в Гвадалахаре в 2020 году. Пьеса предполагает, что самоубийца находится в пространстве своей смерти, Соборе Парижской Богоматери.